# پاپایولو
پاپایولو (نام علمی: Vasconcellea goudotiana) نام یک گونه از تیره خربزه‌درختیان است.

## نگارخانه

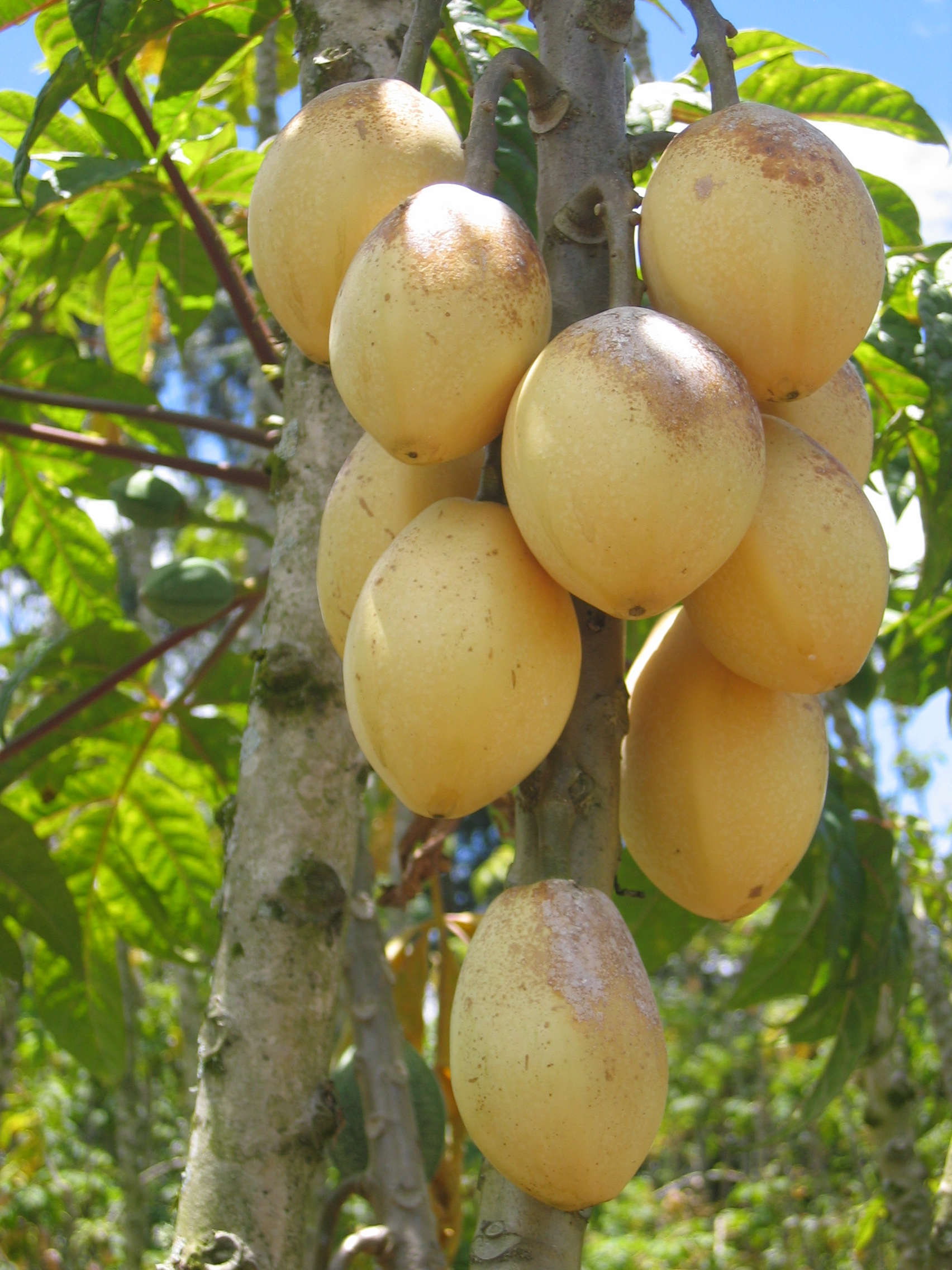